# しりとりマンボ
「しりとりマンボ」は、日本の楽曲。作詞：P.Diamond、作曲・編曲：三浦一年。NHKの『みんなのうた』で放送された。歌は熊倉一雄&はっぴーらいふ。
2012年12月に紹介。文字通りしりとりをテーマにし、マンボ仕立てで構成した楽曲。父・母・子の3名で構成された家族がしりとりをし合うといった内容。歌の熊倉は、1978年12月紹介の「6ちゃんがねころんで」以来、実に34年ぶりの『みんなのうた』出演だが、2015年10月に死去、本曲が事実上最後の『みんなのうた』出演となった。はっぴーらいふは4歳の男の子と母親のユニット。映像は『みんなのうた』常連の一人・堀口忠彦製作によるアニメ。
2年後の2014年12月にラジオのみで再放送、そして5年後の2019年12月から映像付きでは7年ぶり、そして熊倉逝去後では初の再放送となる。